# Club Deportivo Guadalajara 2011-2012 (Spagna)

## Rosa
| N. |                    | Ruolo | Calciatore          |
| -- | ------------------ | ----- | ------------------- |
| 1  | Spagna (bandiera)  | P     | Jorge Sanmiguel     |
| 2  | Spagna (bandiera)  | D     | Antonio Moreno      |
| 3  | Spagna (bandiera)  | D     | Javi Barral         |
| 4  | Spagna (bandiera)  | D     | David Fernández     |
| 5  | Francia (bandiera) | D     | Mickaël Gaffoor     |
| 6  | Spagna (bandiera)  | C     | Rodrigo Suárez Peña |
| 7  | Spagna (bandiera)  | A     | Joseba Arriaga      |
| 8  | Spagna (bandiera)  | D     | Javi Soria          |
| 9  | Messico (bandiera) | A     | Aníbal              |
| 10 | Spagna (bandiera)  | C     | Jony                |
| 11 | Spagna (bandiera)  | C     | Ernesto Gómez       |

| N. |                   | Ruolo | Calciatore         |
| -- | ----------------- | ----- | ------------------ |
| 12 | Spagna (bandiera) | C     | José Oya           |
| 13 | Spagna (bandiera) | P     | Mikel Saizar       |
| 15 | Spagna (bandiera) | D     | Ander Gago         |
| 16 | Scozia (bandiera) | A     | Ryan Harper        |
| 17 | Spagna (bandiera) | C     | Iván Moreno        |
| 18 | Spagna (bandiera) | D     | Víctor Fernández   |
| 19 | Spagna (bandiera) | D     | Jorge              |
| 20 | Spagna (bandiera) | A     | Cristian Fernández |
| 21 | Spagna (bandiera) | C     | Jonan García       |
| 22 | Spagna (bandiera) | C     | Gerard Badía       |